# کارلو سیلیپو
کارلو سیلیپو (ایتالیایی: Carlo Silipo؛ زادهٔ ۱۰ سپتامبر ۱۹۷۱) بازیکن واترپلو اهل ایتالیا است.
وی در مسابقات کشوری و بین‌المللی در مجموع برندهٔ ۱ مدال طلا، ۲ مدال نقره، ۱ مدال برنز شده‌است.